# The Maze of Galious
The Maze of Galious (魔城伝説II：ガリウスの迷宮 - Majô Densetsu II : Galious no Meikyû en japonais) est la suite du jeu Knightmare. Le héros Popolon a retrouvé sa dulcinée, la belle Aphrodite. Ils vont avoir un enfant. Galious enlève leur bébé avant sa naissance ; Popolon et Aphrodite parcourent le château de Galious pour le délivrer.
The Maze of Galious est un jeu MSX 1, c'est un jeu de plate-forme sans défilement continu (« scrolling ») apparenté au genre porte-monstre-trésor.
Dans le château se trouvent dix portes menant à dix mondes ; il faut éliminer le gardien de chaque monde pour pouvoir accéder au monde suivant.
Le château recèle de nombreux objets, des dieux et déesses qui aideront le joueur dans sa quête.
Bien que le jeu ne puisse se jouer qu'à un seul joueur, on pouvait choisir d'incarner le rôle de Popolon ou d'Aphrodite et intervertir en milieu de partie. Chacun des deux héros disposaient d'aptitudes propres (bouclier pour se protéger de projectiles, arme pour casser des rochers, sauter, rester sous l'eau plus longtemps, etc.) qu'il fallait utiliser de façon adéquate et parfois combinée (faire le tour avec un héros pour ouvrir un passage inaccessible à l'autre). Un système de code permet de sauvegarder sa partie.